# Catastrofa feroviară de la Așa
În cursul nopții de 3 spre 4 iunie 1989, 575 de oameni au fost uciși într-o explozie de gaz urmată de un incendiu în gara Așa-Ufa (1.200 km est de Moscova) în momentul intersectării a două trenuri. Gazele s-au scurs dintr-o conductă aflată la câteva sute de metri de calea ferată. Cele două trenuri transportau circa 1.300 de pasageri pe ruta Adler–Novosibirsk.

## Explozia
Un tren care mergea spre Marea Neagră și unul care se întorcea din stațiunile de pe litoral s-au întâlnit la Așa, un oraș din apropiere de Ufa (sud-vestul Rusiei). În apropierea liniei ferate se afla o conductă de gaz petrolier lichefiat, care avea pierderi. Scânteile provocate de cele două garnituri au ajuns în apropierea conductei, care a explodat.
În cele două trenuri se aflau peste 1.200 de pasageri, majoritatea copii. 575 au murit, potrivit bilanțului oficial, iar peste 600 au fost răniți. Explozia a fost atât de puternică încât un geam a fost spart chiar și la 13 km de locul producerii ei. Cu trei ore înainte de tragedie, inginerii petroliști remarcaseră o scădere de presiune în conductă, dar nu au început să caute eventualele scurgeri.